# Siir Tilif
Siir Tilif (türkisch Şiir Tilif; * 12. Juli 1986 in Istanbul) ist eine dänisch-türkische Schauspielerin.

## Leben
Siir Tilif verbrachte ihre ersten Lebensjahre gemeinsam mit mehreren Geschwistern in Istanbul. Anfang der 1990er-Jahre siedelte ihre Familie nach Dänemark über und wohnte fortan in Kopenhagen, wo sie bis heute lebt.
Nach ihrem Abitur im Jahr 2004 war Tilif zunächst einige Zeit lang als Model tätig, lebte in New York City und wirkte unter anderem in einigen Werbespots mit, wie beispielsweise für Suzuki. Sie absolvierte ihre Schauspielausbildung von 2009 bis 2013 an der Staatlichen Theaterhochschule in Kopenhagen. Seit dem Jahr 2013 hat sie als Schauspielerin vor der Kamera in mehreren Filmen und Fernsehserien mitgewirkt. Als Bühnendarstellerin wirkte Tilif in mehreren Theaterstücken und Musicals mit, so unter anderem auch am Betty-Nansen-Theater. Im Jahr 2017 wurde sie als Beste Hauptdarstellerin mit dem Robert ausgezeichnet.
Neben Dänisch und Türkisch spricht Tilif auch fließend Englisch.

## Filmografie (Auswahl)
- 2013: Dicte (Fernsehserie, 1 Folge)
- 2014: Aekte vare
- 2015: Rastlos
- 2016: Bakerman
- 2017: Aminas Briefe
- 2019: Follow the Money (Fernsehserie, 1 Folge)
- 2019: Darkness – Schatten der Vergangenheit (Fernsehserie, 1 Folge)
- 2022: Vincent
- 2023: Oxen (Fernsehserie, 1 Folge)
- 2024: Die Wärterin (Vogter)
- 2025: Das Haus David (House of David, Miniserie, 4 Folgen)